# Nakkehoved fyr

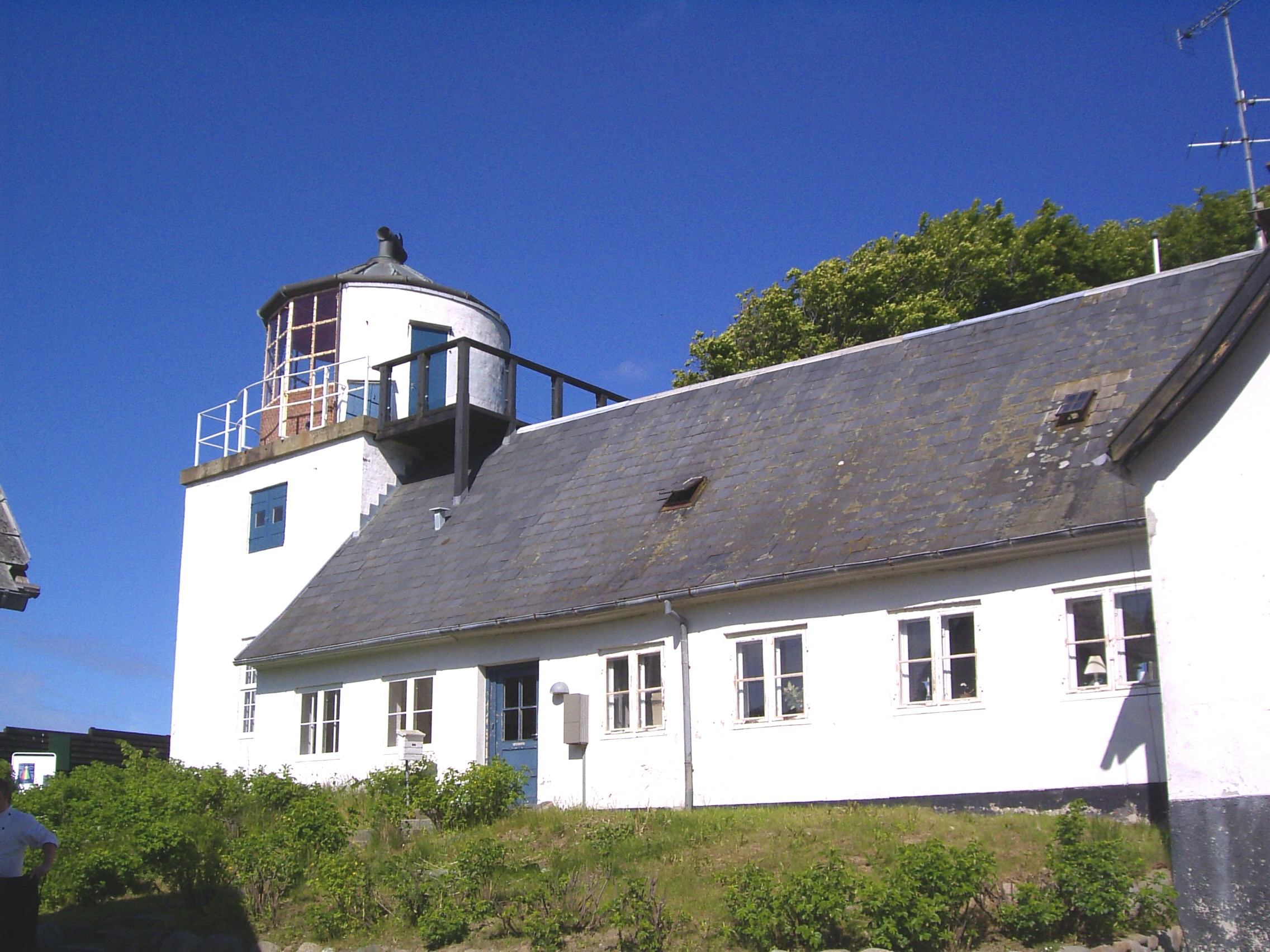
Nakkehoved, östliga fyren

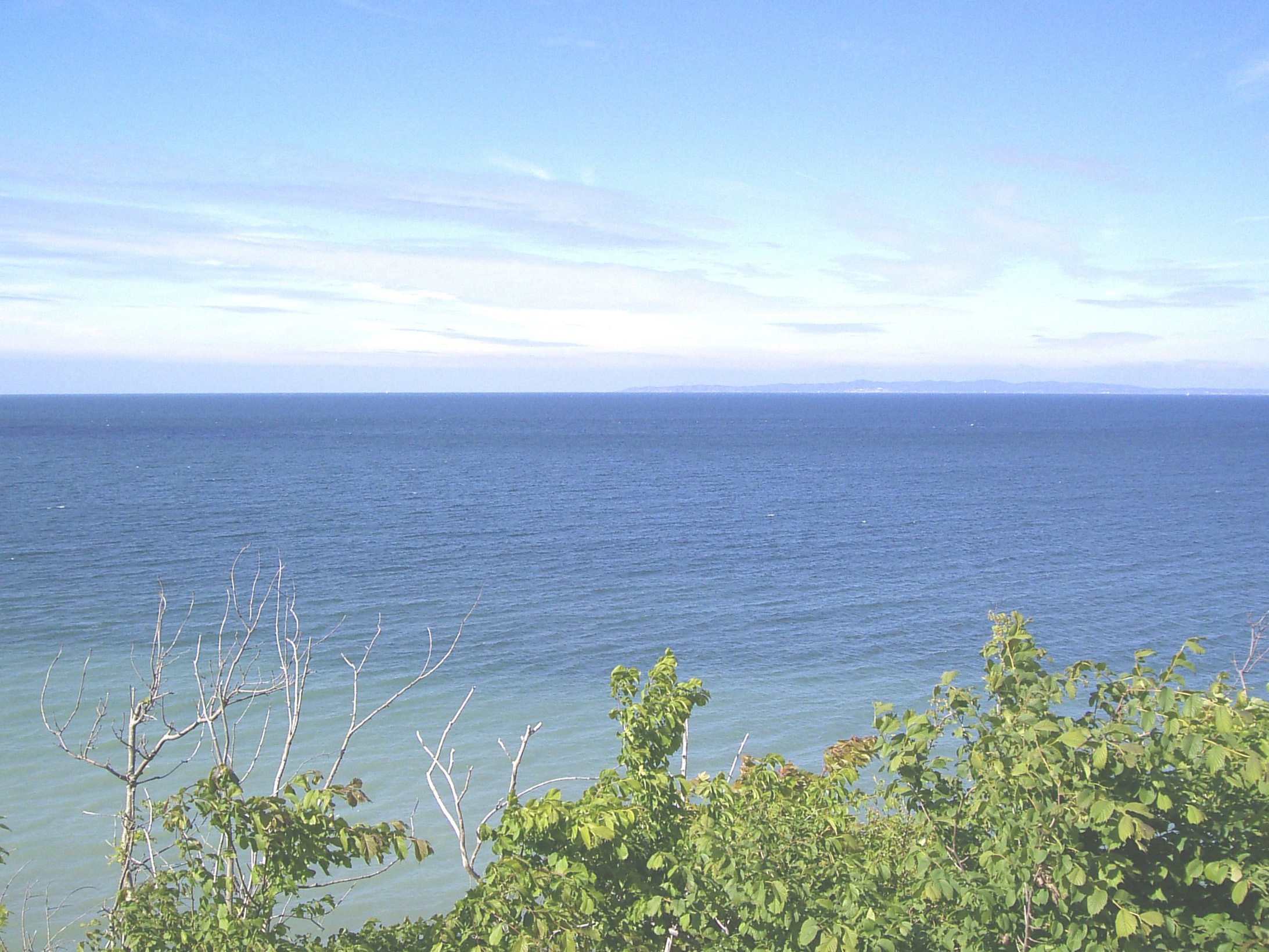
Utsikt över Öresund från Nakkehoved Fyr till Kullen (mitt i bilden).

Nakkehoved fyr är en fyrplats belägen vid Nakkehoved på den 30 m höga klippan Fyrbakkerne. Fyrbakkerne ligger ca 2 km öst om Gilleleje på norra Själland i Danmark. På platsen ligger två fyrar, varav endast den ena (den västliga) är aktiv.

## Historik
Fyrplatsen etablerades år 1772. Båda fyrarna byggdes då, och arkitekt var G.D. Anton. Ljuskällan var från början öppen koleld. Redan första året uppstod dispyt om hur driften skulle finansieras. Fyrarna släcktes därför, och kunde tändas igen först 28 år senare, år 1800. Då hade Poul de Løwenørn försett fyrarna med varsin lanternin, och ljuskällan var nu sluten koleld. År 1833 försågs fyrarna med paraboliska spegelapparater, och ljuskällan blev olja, ändrat till fotogen år 1875.
År 1898 släcktes den östliga fyren för gott. Samma år förhöjdes det västra fyrtornet från 9 till 21 meter, och försågs med en roterande linsapparat. Ljuskällan var från början fotogen. År 1955 elektrifierades fyren, och ljuskällan var från början en kvicksilverlampa.

## Den västliga fyren
Den västliga fyren är 21 m hög. Ljuskällan är idag en natriumlampa, på 400 Watt. Optiken är första ordningens Fresnel-lins. Fyren kan i klart väder ses 25 sjömil (ca 46 km). Vid fyren finns idag Fyrhistorisk Museum.
Fyren var bemannad till 2003, då den sista fyrvaktaren gick i pension.
Nakkehoveds fyr är en angöringsfyr, och markerar tillsammans med den svenska Kullens fyr på Kullen inseglingen till Öresund från Kattegatt. Öresunds gräns till Kattegatt går mellan Gilbjerg hoved (något väster om Gilleleje), och Kullens spets på den skånska sidan.

## Den östliga fyren
Det östliga fyren släcktes år 1898. Den fick förfalla under många år, men restaurerades under åren 1978-82, och har idag återställts till utseendet från år 1800. Den ingår i det Fyrhistoriska museet.